# 신데렐라 맨 (드라마)
《신데렐라 맨》는 2009년 4월 15일부터 2009년 6월 4일까지 방영된 문화방송 수목 미니시리즈이다.

## 소개
- 왕자와 거지를 모티브로 우연히 재벌 3세의 대역을 하게 된 동대문 시장 옷장수 오대산(권상우 분)의 인생역전을 그리는 드라마
- 권상우의 1인 2역과와 함께 임윤아가 디자이너 서유진 역할을 맡았다.

## 기획의도
- 왕자와 거지 - "삼류 인생의 아슬아슬 한 체인징 라이프 스토리"
- 신데렐라 죽이기 - "장미보다 아름다운 들꽃들의 이야기"
- 기적의 공간 동대문시장 - "동대문에서 샹젤리제까지 그 거칠 것 없는 사랑과 성공의 이야기"

## 등장 인물

### 주요 인물
- 권상우 : 오대산, 이준희 역
- 윤아 : 서유진 역
- 송창의 : 이재민 역
- 한다감 : 장세은 역

### 소피아 어패럴
- 정혜선 : 강주옥 회장 역
- 유혜리 : 오선영 여사 역
- 안석환 : 집사 역
- 정규수 : 신기철 이사 역
- 이병준 : 엘레강스 최 역
- 김민희 : 이 팀장 역
- 강동엽 : 김동현 역
- 류상욱 : 박승재 역
- 이연두 : 강윤정 역

### 시장
- 이경진 : 윤은희(유진 모) 역
- 장정희 : 이끝순 역
- 권태원 : 박 사장 역
- 황은정 : 3억이 역
- 라미란 : 벨뱃리 역
- 길용우 : 서사장(유진 부)
- 맹봉학

### 그 외 인물
- 김민좌 : 애란 역
- 정진 : 고아원장 역
- 정병철 : 상가번영회 사장 역
- 신하연
- 김기만 : 진행 역
- 송민형 : 대산 父, 준희 父 역
- 김정하 : 대산 母, 준희 母 역

## 제작진
- 기획/책임프로듀서 : 오경훈
  - 《불새》, 《러브레터》, 《베토벤 바이러스》, 《스포트라이트》 등
- 연출 : 유정준
  - 《어쩌면 좋아》, 《좋은 사람》, 《환생-넥스트》, 베스트극장 《4월 이야기》등
- 극본 : 조윤영
  - 《마지막 춤은 나와 함께》, 《해변으로 가요》
- 외주제작사 : 코어컨텐츠미디어
- 제작이사 : 김상헌
- 조연출 : 김재홍, 신승우
- 제작 : 김광수, 김광일, 이재혁
  - 제작PD : 서장원, 유호성
- 촬영감독 : 유종수
- 조명감독 : 김용삼
- 미술감독 : 장태준
- 음악감독 : 박호준
- 무술감독 : 장태준
- 편집 : 김향숙

## 시청률
최저 시청률과 최고 시청률은 시청률 조사회사와 지역별로 시청률에 차이가 있을 수 있습니다.
| 2009년      | 2009년      | 2009년      | 2009년     |
| 회차        | 방송일      | TNmS 시청률 | AGB 시청률 |
| ----------- | ----------- | ----------- | ---------- |
| 제1회       | 4월 15일    | 9.3%        | 7.7%       |
| 제2회       | 4월 16일    | 6.7%        | 7.2%       |
| 제3회       | 4월 22일    | 7.6%        | 7.2%       |
| 제4회       | 4월 23일    | 7.0%        | 7.1%       |
| 제5회       | 4월 29일    | 8.2%        | 9.9%       |
| 제6회       | 4월 30일    | 8.5%        | 10.5%      |
| 제7회       | 5월 6일     | 10.2%       | 10.4%      |
| 제8회       | 5월 7일     | 8.5%        | 8.2%       |
| 제9회       | 5월 13일    | 7.9%        | 8.5%       |
| 제10회      | 5월 14일    | 8.6%        | 9.2%       |
| 제11회      | 5월 20일    | 8.6%        | 8.9%       |
| 제12회      | 5월 21일    | 8.1%        | 9.7%       |
| 제13회      | 5월 27일    | 8.3%        | 8.9%       |
| 제14회      | 5월 28일    | 7.8%        | 8.4%       |
| 제15회      | 6월 3일     | 8.0%        | 9.0%       |
| 제16회      | 6월 4일     | 8.6%        | 9.1%       |
| 평균 시청률 | 평균 시청률 | 8.2%        | 8.7%       |